# Roza (comédie musicale)
Roza est une comédie musicale de 1986 basée sur le roman La Vie devant soi de Romain Gary avec une musique de Gilbert Bécaud et des paroles et un livret de Julian More.

## Historique
Bécaud assiste à une représentation de Sweeney Todd: The Demon Barber of Fleet Street et souhaite travailler avec Harold Prince, metteur en scène de la comédie musicale de Stephen Sondheim en 1979. Il veut adapter le roman La Vie devant soi de Romain Gary (Émile Ajar) en comédie musicale, déjà adaptée au cinéma (Madame Rosa avec Simone Signoret (1977)), mais Prince décline l'offre car il détestait le film et le trouvait « sentimental et négatif ». Bécaud est déterminé et Prince finit par accepter à une condition : pouvoir choisir le librettiste qui écrirait également les paroles. Prince finit par choisir Julian More.
Avant d'être présenté à Broadway, le spectacle a été présenté au Centerstage de Baltimore, dans le Maryland, et au Mark Taper Forum de Los Angeles.

## Résumé
L'histoire suit Roza, une ancienne prostituée, qui gère désormais un foyer pour les enfants de prostituées jusqu'à ce qu'ils puissent être adoptés ou récupérés par leurs mères. 

## Chansons
- Acte I
  - Happiness — Madame Roza
  - Max's Visit — Max et Madame Roza
  - Different— Lola, Madame Roza, Madame Katz, Madame Bouaffa et Jasmine
  - Is Me— Jeune Momo, Jeune Moïse, Salima, Michel, Banania, Madame Bouaffa et Jasmine
  - Get The Lady Dressed — Madame Roza, Lola, le jeune Momo, le jeune Moïse, Salima, Michel et Banania
  - Hamil's Birthday— Entreprise
  - Bravo Bravo —Madame Roza
  - Moon Like a Silver Window— Young Momo, Momo et compagnie
- Acte II
  - Merci —Momo et Moïse
  - House in Algiers — Madame Roza
  - Yussef's Visit— Yussef Kadir, Madame Roza, Momo, Moise et Lola
  - Life is Ahead of Me — Momo
  - Sweet Seventeen — Madame Bouaffa, Jasmine, Momo et Moise
  - Lola's Ceremony— Lola et compagnie
  - Don't Make Me Laugh — Madame Roza et Lola
  - Live a Little — Madame Roza
  - Finale —La Compagnie

## Productions
La production de Broadway de 1987 a été créée au Royale Theatre et mise en scène par Harold Prince. Les chorégraphies était signées par Patricia Birch (Grease), les décors d'Alexander Okun, les costumes de Florence Klotz (A Little Night Music), les lumières de Ken Billington, la conception sonore d'Otts Munderloh, la coiffure de Phyllis Della Illien, la direction musicale, les arrangements chorégraphiques et vocaux de Louis St. Louis, et l'orchestration musicale de Michael Gibson (Hair, version cinématographique « Grease »). Le groupe était composé de Ted Sperling (synthétiseurs), Luther Rix (batterie/percussions électroniques), Stu Woods (basse), Chuck D'Aloia (guitares/banjo), Jamey Haddad (percussions/batterie Hadgini/boîte à rythmes/séquençage), Joe Pisaro (maillets/percussions), Bill Drewes (anches), Ted Nash (anches) et Earl McIntyre (trombone).
Le casting met en vedette Georgia Brown dans le rôle de Roza, Bob Gunton dans le rôle de Lola, Max Loving dans le rôle de Young Momo, Alex Paez dans le rôle de Momo, Joey McKneely dans le rôle de Moise, et mettait également en vedette Al De Cristo, Ira Hawkins, Jerry Matz, Marcia Lewis, Stephen Rosenberg, Richard Frisch, Michele Mais, Mandla Msomi, Thuli Dumakude, Monique Cintron, David Shoichi Chan, Yamil Borges et Neal Ben-Ari. Les remplaçants étaient Bob Frisch (Lola) et Chevi Colton (Madame Roza). Les doublures étaient Ramon Del Barrio, Anny De Gange, Dennis Courtney et Francisco Paler-Large.